# Слоники чешуйчатые
Слоники чешуйчатые (лат. Chloebius) — род жесткокрылых семейства долгоносиков.

## Экология
Имаго питаются на многих видах растений, чаще на солодке (Glycyrrhiza). Личинки развиваются в почве.

## Виды
Некоторые виды рода:
- Chloebius immeritus (Schoenherr, 1826)
- Chloebius steveni Boheman, 1843